# Мансон (Флорида)
Мансон (енгл. Munson) насељено је место без административног статуса у америчкој савезној држави Флорида.

## Демографија
По попису из 2010. године број становника је 372.
| Група             | 2000.    | 2010.       |
| Белци             | 0 (0,0%) | 354 (95,2%) |
| Афроамериканци    | 0 (0,0%) | 3 (0,8%)    |
| Азијати           | 0 (0,0%) | 0 (0,0%)    |
| Хиспаноамериканци | 0 (0,0%) | 3 (0,8%)    |
| Укупно            | 0        | 372         |